# Rue Victor-Hugo (Lyon)
La Rue Victor-Hugo, antiguamente llamada Rue de Bourbon, es una calle peatonal del distrito 2 de Lyon, Francia, situada en el barrio de la Presqu'île. Es conocida por ser una de las arterias comerciales más importantes de Lyon. De orientación norte-sur, conecta la Place Bellecour con la Place Carnot. La Rue de la République representa su prolongación natural más allá de la Place Bellecour, constituyendo así una de las arterias peatonales más largas de Europa.

## Historia
La calle se habría debido llamar Rue d'Euripide y Rue du Caire, pero estos nombres fueron abandonados finalmente para designar a la calle. El primer nombre de esta antes de su construcción fue Rue de la Direction, posteriormente Grande Rue Royale, y fue renombrada Rue de Bourbon en septiembre de 1816 en homenaje al concejal de Lyon Jacques Bourbon. Planificada en 1775 por Perrache y trazada durante el Primer Imperio francés, la calle debía permitir al emperador ver la estatua ecuestre de Luis XIX de la Place Bellecour desde el palacio, cuya construcción estaba prevista en la confluencia del Ródano y el Saona. La apertura de la calle se terminó en 1842 y desde entonces ha albergado a la aristocracia de Lyon. Fue rebautizada Rue de la République entre 1848 y 1852, antes de recuperar su nombre original. Su nombre actual le fue atribuido por la decisión del consejo municipal del 26 de mayo de 1885.
La calle fue abierta en cinco etapas: la primera en 1817 desde la Place Napoléon hasta la Rue des Ramparts d'Ainay, la segunda en 1820 desde la Rue Sainte-Hélène hasta la Rue Sala, la tercera en 1832 desde la Rue Jarente hasta la Rue Sainte-Hélène, la cuarta en 1839 al nivel del Jardin de l'Hôtel, y la quinta en 1841 desde este punto hasta la Place Bellecour. Los números impares del 1 al 27 fueron construidos entre 1834 y 1848, los números del 29 al 67 entre 1820 y 1857, los números pares del 2 al 16 en 1844, y los números del 18 al 68 entre 1826 y 1864. En los números 25 y 27 se instaló una institución fundada por Chalotte Dupin y llamada l'Œuvre des Charlottes, convertida posteriormente en las Sœurs de Saint-Joseph.
En 1974, la calle fue afectada por las obras de la construcción de la línea A del Metro de Lyon. El 8 de diciembre de 1976, tras dos años de obras, a pesar de la oposición de los comerciantes y la falta de entusiasmo del alcalde, fue transformada en calle peatonal y recibió su apariencia actual, lo que la hizo la segunda calle peatonal de Lyon (tras la vecina Rue de la République, peatonalizada unos meses antes).
El 27 de marzo de 1984, el general de gendarmería Guy Delfosse fue asesinado en esta calle durante un atraco a un banco perpetrado por el grupo armado Affiche rouge, filial de Acción Directa.

## Descripción
En la Rue Victor-Hugo se encuentran principalmente cafeterías, restaurantes, comercios, servicios y hoteles. La calle tiene en su centro una plaza peatonal arbolada, la Place Ampère que ha dado junto con la propia calle nombre a la estación de metro cercana, Ampère - Victor Hugo.
La calle está bordeada principalmente por edificios del siglo XIX que tienen entre tres y seis plantas. También tiene dos casas antiguas en la esquina con la Rue Sainte-Hélène y con la Rue Jarente. La mayor parte de las puertas tienen bellas esculturas y decoraciones: cabezas de león, serpientes…

## Transporte
Las estaciones de metro más cercanas son Perrache, Ampère - Victor Hugo y Bellecour.